# Francisco Cambero de Figueroa
Francisco Cambero de Figueroa  fue un escultor y tracista que desarrolló su actividad a finales del siglo XVI y principios del siglo XVII.
Trabajó como ensamblador, escultor y arquitecto en Soria y su provincia en los primeros decenios del siglo XVII y es considerado junto a Gabriel de Pinedo uno de los artistas con más relevancia y prestigio de Soria y su provincia en el primer tercio del siglo XVII.

## Biografía
Según recogen los historiadores Joaquina Gutiérrez y Javier Herrero en su libro titulado El retablo barroco en la ciudad de Soria ( editado en Colección de Temas Locales. Caja Duero. 2008) Cambero de Figueroa que debió de fallecer hacía 1632 casó en dos ocasiones en Soria y curiosamente sus dos esposas llevaron el mismo nombre María Martínez. De la primera esposa hija de Martín Martínez, que a su vez era viuda de Francisco del Prado, tuvo un hijo llamado también Francisco Cambero de Figueroa. Viudo de su primera esposa, el afamado artista casó en segundas nupcias en 1617 con su segunda esposa hija de Juan Martínez y de Catalina Pérez del Noval. Falleció hacia 1632 en Soria.

## Obras

### Soria
- Retablo Mayor de la iglesia de Nuestra Señora de la Blanca, Almazul.
- Retablo Mayor de la iglesia de Santa Lucía, Almarza.
- Capilla del Inquisidor Frey Juan Ramírez de Almarza
- Retablo de la iglesia de Nuestra Señora del Rosario, Abejar entre 1607 y 1608.
- Retablo de la iglesia de San Antonio, Garrejo en 1609.
- Retablo de la iglesia de Nuestra Señora del Poyo, Soria.